# Heinäjoki (vattendrag i Finland, Norra Karelen)
Heinäjoki är ett vattendrag i Finland.   Det ligger i landskapet Norra Karelen, i den centrala delen av landet, 400 km nordost om huvudstaden Helsingfors.